# Streptolophus
Streptolophus là một chi thực vật có hoa trong họ Hòa thảo (Poaceae).

## Loài
Chi Streptolophus gồm các loài: